# Frickenhausen am Main
Frickenhausen am Main é um município da Alemanha, situado no distrito de Würzburgo, no estado da Baviera. Tem 10,54 km² de área, e sua população em 2019 foi estimada em 1.244 habitantes.